# Kirbya aenescens
Kirbya aenescens är en tvåvingeart som beskrevs av Charles Howard Curran 1927. Kirbya aenescens ingår i släktet Kirbya och familjen parasitflugor. Inga underarter finns listade i Catalogue of Life.